# Andrew Robinson Stoney
Andrew Robinson Stoney, poi Andrew Robinson Stoney Bowes (1747 – 16 giugno 1810), è stato un ufficiale irlandese.
La sua vita dissoluta e criminale ispirò William Makepeace Thackeray che la tradusse nel romanzo Le memorie di Barry Lyndon.

## Biografia
Stoney sposò Hannah Stoney Newton di Burnopfield, dalla quale restò vedovo prematuramente; già da allora si sospettò che avesse contribuito a causare la morte della moglie, allo scopo di mettere mano prima del tempo sulla cospicua eredità.
Sposò in seconde nozze, il 17 gennaio 1777 (presso la chiesa di St. James a Piccadilly), Mary Eleanor Bowes, contessa di Strathmore e Kinghome, detta "la contessa triste", antenata della regina Elisabetta II.
Stoney cercò in tutti i modi di carpire il patrimonio della sua nuova sposa, seviziandola e infine riuscendovi.
Dopo la richiesta di divorzio della moglie, giunse a segregarla nei pressi di Darlington.
In seguito alla liberazione di Mary, Stoney fu sottoposto a processo e scontò tre anni di carcere. Mary, dopo aver riavuto il pieno controllo di capitale e tenute, ottenne il divorzio il 2 marzo 1789.
Andrew Robinson morì in carcere il 16 giugno 1810.